# Nasr Ier
Pour les articles homonymes, voir Nasr.
Nasr Ier, mort en août 892, est un émir samanide qui a régné de 864/865 à 892. Il était le fils de Ahmad Ier.

## Biographie
Après la mort de son père, Nasr hérite de Samarcande et d'une part significative de la Transoxiane. Ses possessions se trouvent bientôt isolées du reste du Califat par les Saffarides en pleine expansion. Ceci a pour conséquence son investiture à la tête de toute la Transoxiane par le Calife Al-Mu`tamid en 875, dans un effort pour contrer les revendications des Saffarides. Nasr envoie son frère Ismail capturer la ville de Boukhara, qui vient d'être ravagée par les troupes du Khwarezm. La ville lui ouvre ses portes, et Ismail consolide son pouvoir. Peu après, un désaccord sur le lieu où doit être distribué l'argent des taxes débouche sur un conflit entre les deux frères. Ismail, probablement victorieux, prend le contrôle de l'État Samanide. Cependant, Nasr étant le seul à être investi d'autorité sur la Transoxiane, le Calife continue à le reconnaître comme seul dirigeant légitime. À cause de cela, Ismail continue de reconnaître son frère, même si Nasr se trouve dépourvu de tout pouvoir. Cette situation persiste jusqu'à sa mort en 892.